# Heusden Koers 1974
De 26e editie van de Belgische wielerwedstrijd Heusden Koers werd verreden op 13 augustus 1974. De start en finish vonden plaats in Heusden. De winnaar was Willy Planckaert, gevolgd door Jos Huysmans en Roger Swerts.

## Uitslag
| Heusden Koers 1974 |                  |                  |       |
| Plaats             | Naam             | Ploeg            | Tijd  |
| Winnaar            | Willy Planckaert | IJsboerke-Colner | 3u17' |
| 2                  | Jos Huysmans     | Molteni          | z.t.  |
| 3                  | Roger Swerts     | IJsboerke-Colner | z.t.  |

1929 · 1930-1935 · 1936 · 1937 · 1938 · 1939 · 1952 · 1953 · 1954 · 1955 · 1956 · 1957 · 1958 · 1959 · 1960 · 1961 · 1962 · 1963 · 1964 · 1965 · 1966 · 1967 · 1968 · 1969 · 1970 · 1971 · 1972 · 1973 · 1974 · 1975 · 1976 · 1977 · 1978 · 1979 · 1980 · 1981 · 1982 · 1983 · 1984 · 1985 · 1986 · 1987 · 1988 · 1989 · 1990 · 1991 · 1992 · 1993 · 1994 · 1995 · 1996 · 1997 · 1998 · 1999 · 2000 · 2001 · 2002 · 2003 · 2004 · 2005 · 2006 · 2007 · 2008 · 2009 · 2010 · 2011 · 2012 · 2013 · 2014 · 2015 · 2016 · 2017 · 2018 · 2019 · 2020 · 2021 · 2022 · 2023